# Біянка (річка)
Бія́нка (Ба́лка) — невелика річка в Кропивницькому, ліва притока річки Інгул (басейн Південного Бугу). Довжина 5,5 км. Площа водозбірного басейну 43 км². Пересічна ширина річища в нижній течії 4-5  м. Середня швидкість течії становить 0,28 м/с.

## Гідрометричні дані
Довжина річкового басейну 5,5 км. Середня ширина басейну — 2,8 км, максимальна — 4,2 км. Ліва частина басейну (в межах центральної частини міста) має площу близько 8 км², а права — 32 км². Асиметрія басейну становить 1,2. Верхня частина басейну розташована на висоті 169 метрів над рівнем моря, а нижня на висоті 108 метрів над рівнем моря, отже похил басейну становить 11,1 м/км.
Річка Біянка має довжину 4,6 кілометрів. Коефіцієнт звивистості — 1,33. Коефіцієнт густоти річкової сітки не перевищує 0,115 якщо не брати до уваги тимчасові струмки. Витік річки знаходиться на висоті 149 метрів над рівнем моря, а гирло на висоті 108 метрів над рівнем моря, отже падіння річки становить 41 метр, а середній похил 8,91 м/км. Приток у річки Біянки немає, наявні лише деякі тимчасові водотоки (струмки), що протікають у системі ярів в центральній частині Катранівки, а також у Великій Балці. Площа водного перерізу річища у районі Кущівки становить 0,7 м², ширина річки — 2,1 метра, змочений периметр по перерізу річища у районі мосту на Олександрійській вулиці — 2,3 м. Гідравлічний радіус вказаного перерізу 0,3 метри. Максимальна глибина 85 см, а середня 33 см.

## Положення

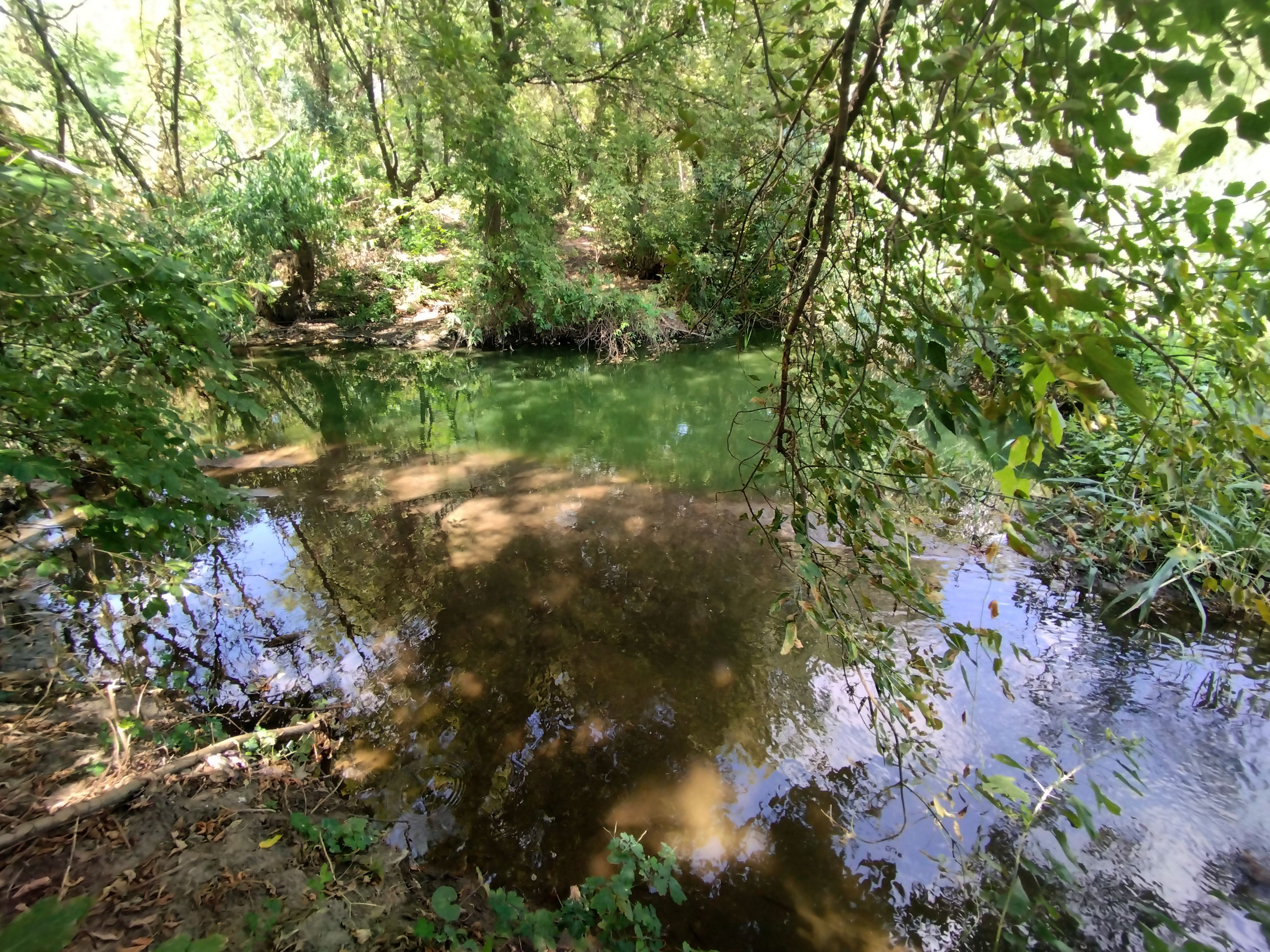
Гирло: Біянка (чиста вода на передньому плані) потрапляє до Інгулу (зелений потік на задньому плані)

Біянка протікає в межах історичної околиці міста Кропивницького Велика Балка. Бере початок від оздоровчого табору Юність й тече на південь у межах дачного селища до вулиці Степана Разіна, де збудована гребля, що утворюю невеличкий став. Нижче за течією, від гаражного комплексу, повертає на захід й тече до вулиці Колодязної, де біля дев'ятиповерхових новобудов знов повертає на південь. Від вулиць Єгорова, Комінтерну та Червоноармійська через річку зведені автомобільні мости та насипи. Від Катранівки (широка ліва балка) річка знов повертає на захід, де її перетинають вулиці Преображенська та Олександрійська. Впадає до Інгулу біля Кримської вулиці навпроти спортмайданчику.

## Історія назви
Вважається, що першою назвою річки була Балка, яку дали їй поселенці, імовірно, не пізніше середини XVIII століття через рельєф долини річечки, багатої на яруги і балки. Від річки, вважається, дістав свою назву околичний район Єлисаветграда — Велика Балка (Суха Балка). Назва Біянка з'явилася вже в ХХ столітті.